# Parador de Úbeda
El Parador de Úbeda es un parador de turismo de cuatro estrellas ubicado en el Palacio del Deán Ortega, en la ciudad de Úbeda (provincia de Jaén, Andalucía, España).

## Historia
Se trata de uno de los paradores más antiguos de España, ordenado por el rey Alfonso XIII y puesto que fue inaugurado el 10 de noviembre de 1930. Recientemente se realizaron obras de ampliación, restaurando un edificio anejo para nuevas habitaciones, manteniendo el equilibrio con el entorno de la Plaza Vázquez de Molina, pero aumentando el espacio para recepciones y restauración.

## Edificio

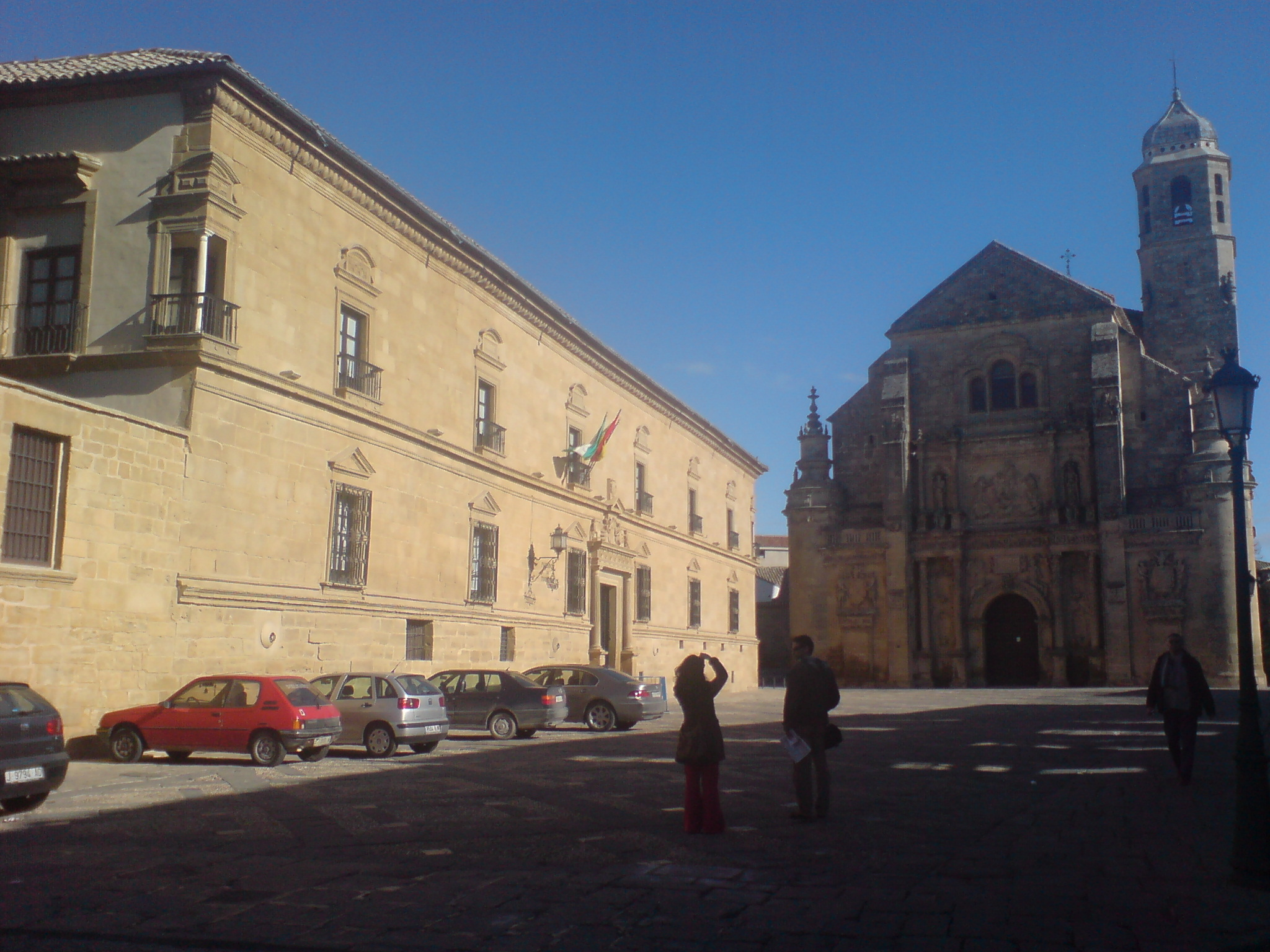
Palacio del Deán Ortega (Parador de Úbeda) junto a la Sacra Capilla del Salvador

El edificio no es sino el Palacio del Deán Ortega, declarado Bien de Interés Cultural, antigua casa nobiliaria de estilo renacentista y soberbia traza clásica atribuida al arquitecto Andrés de Vandelvira. De hecho, se trata del antiguo palacio que ocupaba el Deán de la contigua Sacra Capilla del Salvador. Fue propiedad de la familia del Marqués de Donadío (familia Fernández de Liencres) hasta su expropiación por parte de los republicanos, que lo convirtieron en un hotel. El escudo de esta familia aún puede verse en la fachada de este edificio, junto a la puerta principal. El palacio fue construido en el siglo xvi y reformado a lo largo del siglo xvii. Consta de una sobria fachada de piedra con una hermosa entrada adintelada. En su interior, destaca el espectacular patio interior de doble galería, con la parte superior acristalada y una serie de delicadas columnas de estilo renacentista-nazarí que rodean el patio. 

## Gastronomía
En su restaurante se sirven platos típicos de la gastronomía ubetense, incluyendo carne de caza, andrajos, pimientos rellenos de perdiz, ochíos, rabo de toro al vino tinto, etc.